# Culicia stellata
Culicia stellata är en korallart som beskrevs av James Dwight Dana 1846. Culicia stellata ingår i släktet Culicia och familjen Rhizangiidae. Inga underarter finns listade i Catalogue of Life.